# Tsui Hark
Tsui Hark, pseudonimo di Tsui Man-kong (徐克T, 徐克S; Saigon, 15 febbraio 1950), è un regista, produttore cinematografico e montatore cinese, attivo nel cinema e nella televisione di Hong Kong.

## Biografia
Tsui Hark, nato Tsui Man-kong, afferma di essere nato probabilmente in Vietnam nel 1950, ma non ne è completamente sicuro, asserendo che è altresì possibile sia nato in Cina. Nel 1965 si trasferisce con la famiglia a Hong Kong. Nel 1969 si trasferisce negli Stati Uniti. Nel 1977 ritorna a Hong Kong per lavorare in TV. Nel 1979 dirige il primo film. Nel 1984 fonda la casa di produzione Film Wokshop. Tra i film più noti da lui diretti, Zu: Warriors From the Magic Mountain (1982), Shanghai blues (1984), The Swordsman (1990), Once Upon a Time in China (1991) con Jet Li; ha diretto inoltre anche alcuni film con Jean-Claude Van Damme.

## Filmografia parziale

### Regista
- Dip bin (1979)
- Di yu wu men (1980)
- Di yi lei xing wei xian (1980)
- Gui ma zhi duo xing (1981)
- Shu Shan - Xin Shu shan jian ke (1983)
- Zui jia pai dang 3: Nu huang mi ling (1984)
- Shang Hai zhi yen (1984)
- Da gung wong dai (1985)
- Do ma daan (1986)
- A Better Tomorrow III (Ying hung boon sik III: Zik yeung ji gor) (1989)
- Xiao ao jiang hu (1990)
- Cai shu zhi heng sao qian jun, co-regia di Siu-Tung Ching (1991)
- Once Upon a Time in China (Wong Fei Hung) (1991)
- Qi wang, co-regia di Yim Ho (1991)
- Hao men ye yan, co-regia di Alfred Cheung, Joe Cheung e Clifton Ko (1991)
- Twin Dragons (Seong lung wui), co-regia di Ringo Lam (1992)
- Once Upon a Time in China II (Wong Fei Hung II: Nam yee tung chi keung) (1992)
- Long hang tian xia (1992)
- Once Upon a Time in China III (Wong Fei Hung III: Si wong jaang ba) (1993)
- Ching se (1993)
- Liang zhu (1994)
- L'ultimo combattimento di Wong - Once Upon a Time in China V (Wong Fei Hung chi neung: Lung shing chim pa) (1994)
- Jin yu man tang (1995)
- Hua yue jia qi (1995)
- The Blade (Dao) (1995)
- Da san yuan (1996)
- Double Team - Gioco di squadra (Double Team) (1997)
- Hong Kong colpo su colpo (Knock Off) (1998)
- Time and Tide - Controcorrente (Shun liu ni liu) (2000)
- Shu shan zheng zhuan (2001)
- Black Mask 2 (Hak hap 2) (2002)
- Seven Swords (Qi jian) (2005)
- Triangle (Tie saam gok), co-regia di Ringo Lam e Johnnie To (2007)
- Sam hoi tsam yan (2008)
- Nu ren bu huai (2008)
- Detective Dee e il mistero della fiamma fantasma (Di renjie: Tong tian di guo) (2010)
- Flying Swords of Dragon Gate (Long men fei jia) (2011)
- Young Detective Dee - Il risveglio del drago marino (Di renjie: Shen du long wang) (2013)
- Tiger Mountain 3D (Zhì qu weihu shan) (2014)
- Xi you fu yao pian (2017)
- Detective Dee e i quattro re celesti (Di renjie zhi Sidatianwang) (2018)

### Soggetto
- A Better Tomorrow II (英雄本色 II / Ying huang boon sik II), regia di John Woo (1987)
- A Better Tomorrow III (英雄本色 III / Ying hung boon sik III jik yeung ji gor), regia di Tsui Hark (1989)

### Sceneggiatore
- Once Upon a Time in China II (Wong Fei-hung ji yi: Naam yi dong ji keung), regia di Tsui Hark (1992)
- Liang zhu (梁祝), regia di Tsui Hark (1994)
- Long men fei jia (Long men fei jia) (2011)

### Produttore
- A Better Tomorrow (Ying huang boon sik), regia di John Woo (1986)
- Storia di fantasmi cinesi, regia di Ching Siu-Tung (1987)
- A Better Tomorrow II (英雄本色 II / Ying huang boon sik II), regia di John Woo (1987)
- A Better Tomorrow III (英雄本色 III / Ying hung boon sik III jik yeung ji gor), regia di Tsui Hark (1989)
- Once Upon a Time in China (Wong Fei Hung), regia di Tsui Hark (1991)
- Once Upon a Time in China II (Wong Fei-hung ji yi: Naam yi dong ji keung), regia di Tsui Hark (1992)
- Liang zhu (梁祝), regia di Tsui Hark (1994)
- Long men fei jia (Long men fei jia) (2011)
- Pan deng zhe (2018)

### Attore
- A Better Tomorrow (Ying huang boon sik), regia di John Woo (1986)
- Sergio Leone - L'italiano che inventò l'America, regia di Francesco Zippel (2022)

### Montatore
- A Better Tomorrow III (英雄本色 III / Ying hung boon sik III jik yeung ji gor), regia di Tsui Hark (1989)

## Doppiatori italiani
- Roberto Draghetti in A Better Tomorrow